# هومر كينت
هومر كينت (بالإنجليزية: Homer Kent)‏ هو عالم عقيدة أمريكي، ولد في 1926.